# Washington Township (comté de Webster, Missouri)
Pour les articles homonymes, voir Washington Township.
Washington Township est un township inactif, situé dans le comté de Webster, dans le Missouri, aux États-Unis,.
Le township est fondé en 1855 et baptisé en référence à George Washington, 1er président des États-Unis.

### Source de la traduction
- (en) Cet article est partiellement ou en totalité issu de l’article de Wikipédia en anglais intitulé « Washington Township, Webster County, Missouri » (voir la liste des auteurs).